# Kaye Hall
Kaye Marie Hall (Tacoma, 15 maggio 1951) è un'ex nuotatrice statunitense.

## Palmarès
Olimpiadi
- 3 medaglie:
  - 2 ori (100 metri dorso a Città del Messico 1968, staffetta 4x100 metri misti a Città del Messico 1968)
  - 1 bronzo (200 metri dorso a Città del Messico 1968).

Giochi panamericani
- 1 medaglia:
  - 1 argento (100 metri dorso a Winnipeg 1967).

Universiadi
- 3 medaglie:
  - 3 ori (100 metri dorso a Torino 1970, staffetta 4x100 metri stile libero a Torino 1970, staffetta 4x100 metri misti a Torino 1970).